# Regionale und Lokale Fernsehsender mit Konzession in der Schweiz
In der Schweiz erhalten 13 Regionalfernsehsender finanzielle Unterstützung aus Gebühren, um ihren Service-public-Auftrag zu erfüllen. Dieser umfasst vor allem Berichterstattung zu lokalen und regionalen Themen aus Politik, Wirtschaft, Kultur, Gesellschaft und Sport während der Hauptsendezeiten und ist weniger umfassend als der Auftrag der SRG. Zudem sind die SRG und konzessionierte Sender gesetzlich verpflichtet, in Krisensituationen polizeiliche Warnungen, behördliche Meldungen und Verhaltensanweisungen zu verbreiten. Regionalfernsehsender finanzieren sich über Empfangsgebühren, Werbung und Sponsoring. Eine Abschaffung der Gebühren hätte gravierende finanzielle Folgen und könnte die Existenz der betroffenen Regional-TV gefährden, da die Gebühren einen erheblichen Teil des Budgets der Regionalfernsehsender ausmachen.
Die konzessionierten Regionalfernsehsender in der Schweiz haben ihre Leistung bei der regionalen Berichterstattung zwischen 2020 und 2022 deutlich verbessert:
- 21 von 25 Lokalradios erfüllen die Mindestvorgabe von 30 Minuten relevanter Regionalinformation werktags.
- 12 von 13 Regionalfernsehsendern erreichen die Vorgabe von 150 Minuten Regionalinformation pro Woche.
- Der Anteil regionaler Berichterstattung ist insgesamt hoch.
- Die Quellentransparenz bei Informationsbeiträgen ist gut.
- Männliche Sprechende sind im Vergleich zu Frauen überrepräsentiert.

Diese Verbesserungen zeigen, dass die meisten Sender die quantitativen Vorgaben für regionale Inhalte erfüllen und damit ihrem Auftrag zur lokalen Informationsversorgung nachkommen.

## Geschichtliche Entwicklung: Aufhebung des SRG-Fernsehmonopols
Anfang der 1970er-Jahre besassen über eine Million Haushalte in der Schweiz ein Fernsehgerät, doch eine verfassungsrechtliche Grundlage für den Rundfunk fehlte. Im Parlament wurde darüber debattiert, wobei verschiedene Akteure ihre Forderungen stellten: Der Bund der Frauenorganisationen verlangte Mitwirkung an der Programmgestaltung, die Linke forderte ein gebührenfinanziertes Bildungsfernsehen, und die Schweizer Kirchen wünschten eine «Vielfalt privater und öffentlicher Konzessionsnehmer». Der SVP-Nationalrat Walther Hofer gründete die Schweizerische Radio- und Fernsehvereinigung, bekannt als «Hofer-Club», um die SRG zu kritisieren. Christoph Blocher war ebenfalls Mitglied. Erst 1984 wurde ein Verfassungsartikel verabschiedet, der die Grundlage für private Radio- und Fernsehsender legte. Rechtsaussenpolitiker gründeten Organisationen und Publikationen wie den Trumpf Buur, um die SRG zu kritisieren, blieben aber zunächst erfolglos. 1976 lehnte die Bevölkerung den vom Bundesrat ausgearbeiteten Verfassungsartikel ab. Ende der 1970er-Jahre startete Roger Schawinski mit Radio 24 den ersten Piratensender, was die Liberalisierung des Rundfunks einleitete. 
Mit der Bewilligung und Durchführung der ersten lokalen Fernsehversuche in der Schweiz in den frühen 1980er Jahren begann die Entwicklung einer vielfältigen lokalen Fernsehlandschaft. Der Auftrag der lokalen Fernsehstationen bestand primär darin, die regionale Berichterstattung zu fördern und lokale Themen, Ereignisse und kulturelle Inhalte abzubilden, die im nationalen Fernsehen nur am Rande behandelt wurden. Ziel war die Stärkung der regionalen Identität sowie die Förderung der Medienvielfalt. Die Ausgangslage war geprägt von einem bis dahin bestehenden Monopol der Schweizerischen Radio- und Fernsehgesellschaft (SRG). Erst durch gesetzliche Liberalisierungen und technische Neuerungen, insbesondere im Bereich der Kabelnetze, wurde die Gründung privater und nicht-kommerzieller Lokalfernsehstationen ermöglicht. In der Folge entstanden zahlreiche lokale Fernsehstationen, die sich in ihrer Organisationsform, Finanzierung und Programmgestaltung teilweise deutlich unterschieden.
1984 wurde erstmals ein Verfassungsartikel angenommen, der private Sender ermöglichte. Danach versuchten verschiedene Lokalradios und TV-Sender, sich auf dem Schweizer Markt zu etablieren. 1992 initiierte eine Gruppe isolierter Rechtsfreisinniger um Peter Weigelt und Konrad Hummler mit der Organisation Trumpf Buur eine Anti-SRG-Initiative für eine «freiheitliche Medienordnung ohne Medien-Monopole». Das Vorhaben scheiterte im Sammelstadium.
1999 kritisierte Roger Schawinski (damaliger Inhaber von Tele 24 und Radio 24), dass die vermeintliche Liberalisierung der Schweizer Medienlandschaft faktisch ausgeblieben sei. Seiner Ansicht nach habe die SRG stattdessen mit politischer und administrativer Unterstützung ihre monopolistische Position kontinuierlich zulasten privater Anbieter gefestigt. Er bemängelte dabei insbesondere ungleiche Wettbewerbsbedingungen bei Sportrechten, Werbevorschriften und der Konzessionsvergabe, welche die Entfaltung einer echten privaten Medienvielfalt verhinderten.
Das Vorgehen bei der Etablierung lokaler Fernsehstationen umfasste in der Regel die Gründung eines Trägervereins oder einer Betreibergesellschaft, das Einreichen eines Konzessionsgesuchs bei den zuständigen Behörden sowie die Durchführung von Pilot- und Versuchsphasen. Die Produktion und Ausstrahlung der Programme erfolgte häufig mit begrenzten personellen und finanziellen Ressourcen. Viele dieser Stationen wurden nach einigen Jahren aufgrund wirtschaftlicher Schwierigkeiten, mangelnder Zuschauerresonanz oder organisatorischer Herausforderungen wieder eingestellt. Dennoch trugen die lokalen Fernsehversuche wesentlich zur Entwicklung der Schweizer Medienlandschaft bei und bildeten die Grundlage für spätere regionale und lokale Medienangebote.

## Konzessionsvergabe und Wettbewerb
Im Verlauf der Regulierungen von Fernsehsendern in der Schweiz vor und nach dem RTVG 2007 war es bis zum in Kraft treten des neuen Radio- und Fernsehgesetzes, am 1. April 2007, zwingend erforderlich, dass alle Fernsehsender in der Schweiz eine entsprechende Konzession besassen. Mit dem RTVG von 2007 entfiel diese allgemeine Konzessionspflicht. Seither benötigen lediglich die Schweizerische Radio- und Fernsehgesellschaft (SRG) als nationale Service-Public-Organisation sowie private Veranstalter mit einem Leistungsauftrag eine Konzession. Sender, die weder Abgaben aus dem Gebührensplitting erhalten noch eine garantierte drahtlos-terrestrische Verbreitung anstreben, können seitdem ohne Konzession auf Sendung gehen. Hierfür ist lediglich eine vorgängige Meldung beim Bundesamt für Kommunikation erforderlich. Ausgenommen von dieser Meldepflicht sind Fernsehangebote von geringer publizistischer Bedeutung, welche vom BAKOM als Angebote definiert werden, die von weniger als 1.000 Geräten gleichzeitig empfangen werden können oder redaktionell unbearbeitete Daten (wie Wetterbilder oder Zeitangaben) ausstrahlen. Diese Kriterien der publizistischen Relevanz dienen als Massstab für die Berichterstattung.
Die Lockerung des Radio- und Fernsehgesetzes führte zur Entstehung diverser neuer Fernsehangebote. Das BAKOM differenziert seither zwischen folgenden Kategorien von (sprach)regionalen Fernsehsendern:
- Konzessionierte lokale / regionale Programme (mit Gebührenanteil)
- Konzessionierte sprachregionale Programme (ohne Gebührenanteil)
- Gemeldete Programme (ohne Konzession und Gebührenanteil)

Das Bundesamt für Kommunikation (BAKOM) hat 13 Versorgungsgebiete für regionale Fernsehveranstalter mit Gebührenanteil festgelegt. Zentral sind dabei die folgenden Grundsätze:
- Begrenzte Anzahl von Versorgungsgebieten: Um professionelle und qualitativ hochwertige Programme zu ermöglichen, werden die verfügbaren Gebührengelder auf eine kleine Zahl von Veranstaltern konzentriert.
- Flächendeckender regionaler Service Public: In der gesamten Schweiz werden Gebiete mit Gebührenanteil definiert, da regionales Fernsehen sich kaum allein aus dem Markt finanzieren lässt.
- Minimale Überschneidungen: Versorgungsgebiete überlappen sich nur in Ausnahmefällen, um Konkurrenzkampf und Doppelversorgungen zu vermeiden.
- Kritische Grösse und Homogenität: Die Gebiete berücksichtigen politische und topographische Grenzen, Kommunikationsräume, Sprache und Pendlerströme, um werbewirtschaftlichen Erfolg zu ermöglichen.
- Eigenfinanzierung: TV-Veranstalter müssen 50 % (in Ausnahmefällen mindestens 30 %) ihrer Betriebskosten selbst finanzieren.

Diese Vorgaben ermöglichen einen qualitativ hochwertigen, flächendeckenden regionalen Service Public in der gesamten Schweiz, unterstützt durch erhöhte Empfangsgebühren (jährlich rund 32 Mio. CHF statt wie bisher 7 Mio. CHF).
Die aktuell geltenden Regionen sowie die regionalen Spezifika sind vom Bundesrat verordnet (Änderung vom 4. Juli 2007) und in der entsprechenden Radio- und Fernsehverordnung (RTVV) aufgeführt:
- Region Genf: Versorgungsgebiet: Kanton Genf, Bezirk Nyon (VD). Verbreitung: Über Leitungen und digital drahtlos-terrestrisch.
- Region Waadt-Freiburg: Versorgungsgebiet: Kantone Waadt und Freiburg, Bezirk Monthey (VS), Gemeinde Céligny (GE). Spezifika: Verpflichtung zur Bereitstellung eines Informationsfensters für den Kanton Freiburg, das politische, wirtschaftliche und kulturelle Besonderheiten thematisiert. Produktion im Kanton Freiburg erforderlich.
- Region Wallis: Versorgungsgebiet: Kanton Wallis, Bezirk Aigle (VD). Spezifika: Zweisprachige Berichterstattung (Deutsch/Französisch), Informationsfenster für beide Sprachregionen. Produktion in den jeweiligen Teilgebieten. Verbreitung: Über Leitungen und digital drahtlos-terrestrisch.
- Region Arc Jurassien: Versorgungsgebiet: Kantone Jura und Neuenburg, Bezirke La Neuveville, Courtelary, Moutier (BE), Grandson, Yverdon (VD).
- Region Bern: Versorgungsgebiet: Kanton Bern (ohne La Neuveville, Courtelary, Moutier), angrenzende Bezirke aus Solothurn (SO), Freiburg (FR), Waadt (VD) und Luzern (LU).
- Region Biel/Bienne: Versorgungsgebiet: Bezirke Biel/Bienne, Nidau, Erlach, Aarberg (BE), See (FR). Spezifika: Zweisprachige Informationspflicht (Deutsch/Französisch).
- Region Basel: Versorgungsgebiet: Kantone Basel-Stadt und Basel-Landschaft, Bezirke Rheinfelden, Laufenburg (AG), Thierstein, Dorneck (SO).
- Region Aargau-Solothurn: Versorgungsgebiet: Kantone Aargau und Solothurn, angrenzende Bezirke aus Bern (BE), Luzern (LU) und Zürich (ZH).
- Region Innerschweiz: Versorgungsgebiet: Luzern, Zug, Obwalden, Nidwalden, Schwyz, Uri und angrenzende Gebiete aus Aargau und Zürich.
- Region Zürich-Nordostschweiz: Versorgungsgebiet: Zürich, Schaffhausen, Thurgau, Wahlkreis Wil (SG). Spezifika: Verpflichtung zur Bereitstellung von Informationsfenstern für die Kantone Schaffhausen und Thurgau. Produktion vor Ort erforderlich.
- Region Ostschweiz: Versorgungsgebiet: Kantone St. Gallen, Appenzell Ausserrhoden und Innerrhoden, Bezirke Arbon und Bischofszell (TG).
- Region Südostschweiz: Versorgungsgebiet: Graubünden und Glarus, Wahlkreise Sarganserland, Werdenberg (SG). Spezifika: Verpflichtung zur Bereitstellung eines Informationsfensters für den Kanton Glarus. Produktion im Kanton erforderlich. Verbreitung: Über Leitungen und drahtlos-terrestrisch.
- Region Tessin: Versorgungsgebiet: Kanton Tessin, Bezirk Moesa (GR). Verbreitung: Über Leitungen und drahtlos-terrestrisch.

Die einzelnen Regionenkarten sind auf der BAKOM-Seite einsehbar.
Für die Zeit ab dem Jahr 2025 wurden in der Schweiz 38 Konzessionen für Lokalradios und Regionalfernsehen neu vergeben. Insgesamt 51 Interessenten hatten entsprechende Bewerbungen eingereicht. In 11 Versorgungsgebieten kam es zu Konkurrenzkämpfen, was bedeutete, dass mehrere Bewerber um die gleiche Sendelizenz konkurrierten. Dies führte zu Anhörungen durch die Kantonsregierungen, in denen die Bewerber ihre Argumente darlegen konnten. Besonders im Bereich des Regionalfernsehens gab es Konkurrenzfälle. Die Veranstalter mit der neuen Konzession erfüllen ab dem 1. Januar 2025 einen regionalen Service-public-Auftrag und erhalten dafür einen Anteil aus der Radio- und Fernsehabgabe.

## Liste regionaler und lokaler Fernsehsender in der Schweiz mit Konzession und Leistungsauftrag
Die regionalen Fernsehsender in der Schweiz, die über eine Konzession verfügen und einen Service-public-Auftrag erfüllen, sind:
- Canal 9 / Kanal 9
- Canal Alpha
- la télé
- Léman Bleu
- Tele 1
- Tele Bärn
- Tele Basel
- Tele M1
- Tele Ostschweiz (TVO)
- Tele Ticino
- Tele Top
- TeleBielingue
- TV Südostschweiz